# Killer of Giants (canción de Ozzy Osbourne)
Killer of Giants es una canción de heavy metal del cantante Ozzy Osbourne, perteneciente a su álbum The Ultimate Sin, lanzado en 1986. La canción dura cinco minutos y diecisiete segundos, la introducción consiste en una serie de arpegios llevados a cabo por el guitarrista Jake E. Lee, y los instrumentos en esta canción están afinados en Mi bemol o Re sostenido (D#G#C#F#A#D#), es decir, un semitono abajo de la  afinación estándar (EADGBE). La canción esta en la tonalidad de Mi bemol menor.
La canción, una power ballad, habla sobre la guerra y de cómo esta puede acabar con la humanidad. En un principio, el título del tema iba a ser también el título del álbum, pero en el último momento Osbourne decidió cambiar este último al definitivo The Ultimate Sin.

## Personal
- Ozzy Osbourne - Voz
- Jake E. Lee - Guitarras
- Bob Daisley - Bajo
- Randy Castillo - Batería
- Mike Moran - Teclados